# In der Mittagsglut
In der Mittagsglut (Noon Wine) ist ein Western-Drama nach einer Erzählung von Katherine Anne Porter. Er entstand als Fernsehfilm in der Reihe American Playhouse.

## Handlung
Gegen Ende des 19. Jahrhunderts: Ein alter Farmer nimmt einen schweigsamen Mann bei sich auf, der dann mit kleinem Lohn willig für ihn arbeitet. Innerhalb vieler Jahre gewöhnt sich die Familie an den sonderbaren Eigenbrötler. Doch eines Tages kommt ein Kopfgeldjäger ins Haus der Farmer und beschwört eine Tragödie herauf...

## Kritik
Das Lexikon des internationalen Films äußerte sich lobend: Ein knapp, stilsicher und präzis inszeniertes doppelbödiges (Western-)Psycho-Drama.